# Moretons
Els moretons són una dansa popular de Manacor, a Mallorca.
Són sis moretons que van acompanyats dels gegants de Sant Domingo i de s'Alicorn i s'exhibeixen per les festes de Sant Domingo sempre la setmana abans de les fires i festes de primavera. La primera documentació escrita és del 1855 i al llarg dels temps el ball ha estat vinculat al convent de Sant Vicenç Ferrer i a l'obreria de Sant Domingo de Manacor. Els dansaires vesteixen amb brusa, faldeta, calces i espardenyes de color groc i vermell. Porten un turbant groc i vermell al cap, amb una mitja lluna a la part davantera i nombroses cintes de colors groc i vermell a la part posterior. Duen unes macetes a les mans, rodones, que les van batent contra altres macetes, una a cada genoll i a la panxa. El renou que emeten pot recordar una dansa guerrera. S'acompanyen amb música de dues trompetes, un clarinet o una flauta travessera i una trompa o un bombardí, tot i que sembla que antigament ballaven al so de les xeremies.